# Fort de la Pompelle
Le fort de la Pompelle est l'un des nombreux forts construits autour de Reims après 1870 dans le cadre de la ceinture fortifiée du système Séré de Rivières construite pour défendre la ville ; il fut le verrou de la défense de Reims pendant la Première Guerre mondiale.
Il est situé dans la commune de Puisieulx à huit kilomètres au sud-est du centre de la ville de Reims, au bord de l'actuelle route départementale 944 (ex-nationale 44) conduisant de Reims à Châlons-en-Champagne. Il a été classé aux Monuments Historiques en 1951 pour son chemin, son fort et ses abords ; inscrit le 17 mars 1952 pour le terrain.

## Origine

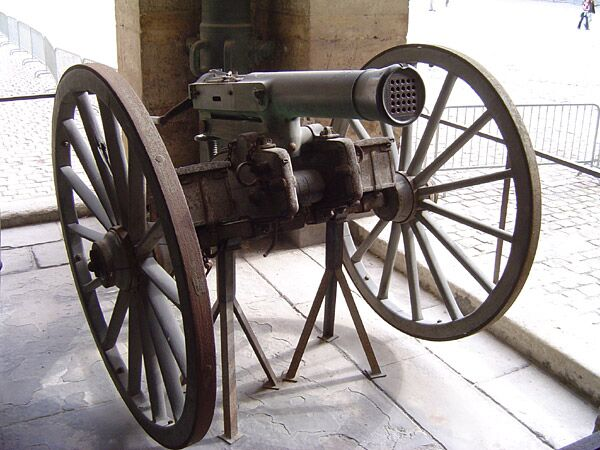
Canon mitrailleuse de type Reffye.

Le fort de la Pompelle fut construit de 1880 à 1883 pour compléter la ceinture fortifiée de Reims, conçue par le général Séré de Rivières après la guerre de 1870. Il était dénommé à l'origine « fort Herbillon » ; il prit ultérieurement le nom de Pompelle, en référence à la procession (en petite pompe) qui avait lieu annuellement jusqu'à la croix présente sur la route. Les autres ouvrages prirent le nom du lieu le plus proche, mais pour celui-ci il y avait un conflit entre les différentes municipalités. Cet ouvrage secondaire était destiné à appuyer les forts de Montbré , Nogent-l'Abbesse, Berru, de Witry-lès-Reims, Fresne, Brimont, Saint-Thierry. D'une superficie de 2,31 ha, il était doté d'une artillerie de six canons de 155 mm courts, modèle 1881, du système de Bange et de quatre canons de 138, auxquels s'ajoutaient des pièces de flanquement et mitrailleuses. Une compagnie d'artilleurs de 277 hommes tenait garnison dans le fort.

## Les combats de laPremière Guerre mondiale

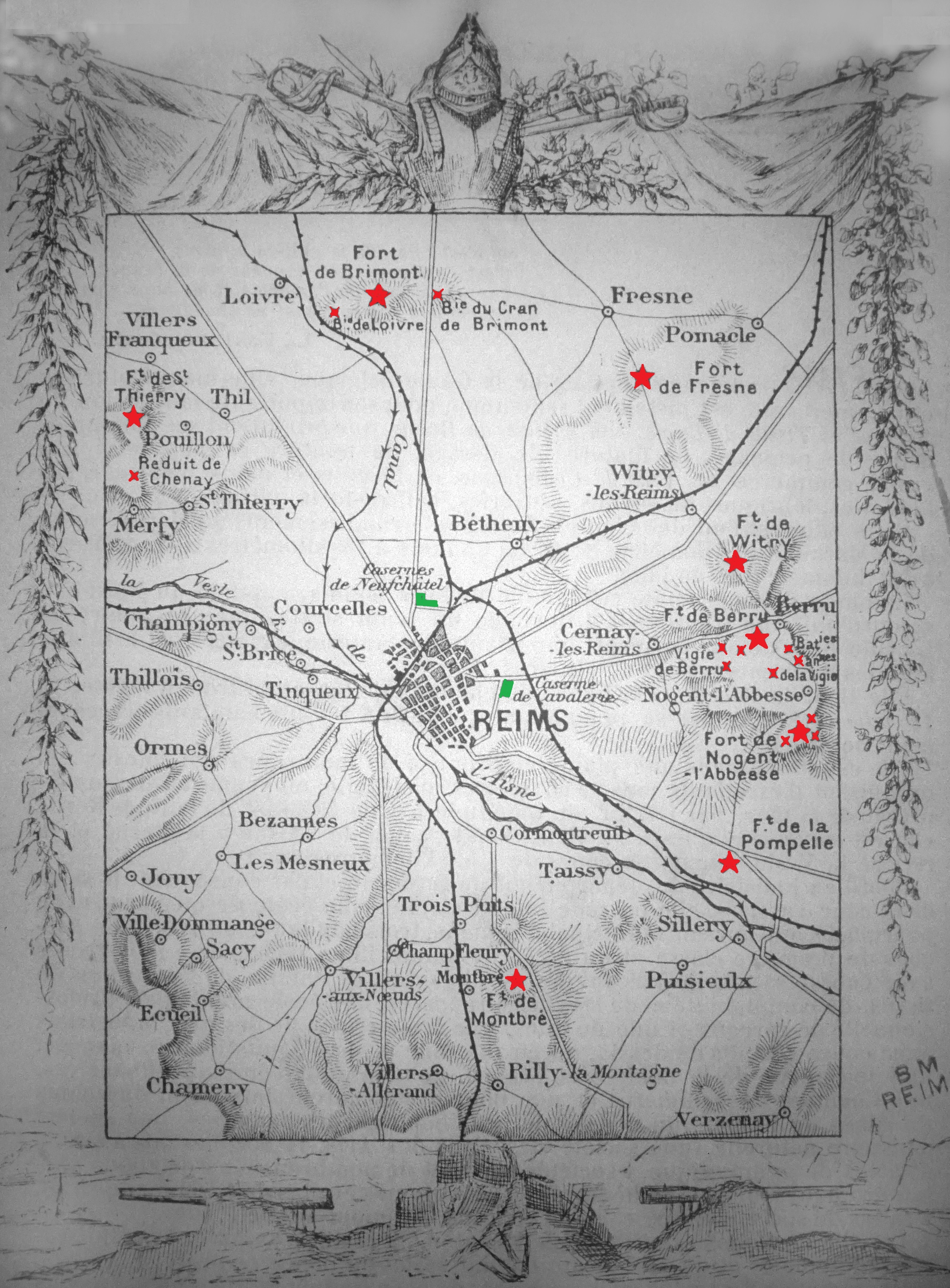
Dans la défense de Reims, étoile rouge en bas à droite.

Désarmé en 1913, le fort est occupé sans combat par les Allemands le 4 septembre 1914. C'est seulement après la victoire de la Marne qu'il sera reconquis par des soldats français du 138e Régiment d'Infanterie, le 24 septembre 1914.
C'est alors que le fort de la Pompelle va jouer un rôle prédominant, devenant la clé de voûte de la défense du secteur de Reims. En effet, les bombardements allemands sont très importants dans la région, détruisant pratiquement la ville de Reims. Mais l'acharnement des hommes du fort parvient à contenir les assauts successifs de l'armée allemande (attaques d'infanterie, bombardements, mines, etc.).
Cent quatre-vingts régiments, dont deux brigades spéciales russes envoyées par le tsar Nicolas II en 1916, vont se succéder pour défendre le fort. À ce moment-là, c'est non moins de mille cinq cents à deux mille hommes qui sont présents sur le site. On peut facilement imaginer les conditions de vie... mais le fort ne sera jamais repris, contrairement aux autres forts alentour. Les hommes du fort furent aussi fortement aidés par la marine nationale dont les canonnières stationnaient sur le canal entre Sept-Saulx et Courmelois, et qui de cet endroit bombardaient les lignes allemandes. Enfin, le 1er Corps d'Armée Colonial du général Mazillier s'y couvre de gloire durant la Bataille de Champagne de 1918.

## Abandon et renaissance
Après les bouleversements de la Première Guerre mondiale, le fort, laissé à l'abandon pendant près de quarante ans, est mis en vente par l'administration des Domaines en novembre 1955. Devant l'émotion des associations d'anciens combattants, il est alors racheté par la Fédération nationale André Maginot qui le cède ensuite pour un franc symbolique à la ville de Reims.
Le 11 novembre 1968, Jean Taittinger, maire de Reims écrit " La Ville de Reims reconnaissante du sacrifice des milliers de ses défenseurs, a décidé que ce sol sacré ferait désormais partie du patrimoine de la Cité. Le nom du Fort de la Pompelle mérite d'être gravé pour l'éternité dans les annales de la patrie !".
Dans le cadre des manifestations du centenaire de la Première Guerre mondiale, le fort rénové est ouvert depuis juin 2014 ; ce sont surtout les abords qui sont ouverts et aménagés ainsi que de nouvelles salles et une muséographie remaniée.

## Le musée du fort de la Pompelle
Classé monument historique le 23 mars 1922, le fort est aujourd'hui un musée : le musée du fort de la Pompelle, inauguré le vendredi 10 novembre 1972 par Michel Debré, ministre d'État chargé de la défense nationale. Ce musée fut initié par le colonel Abrial, puis développé par le colonel Raoul Jahan de Lestang. On peut notamment y admirer l'étonnante collection, unique au monde, qui regroupe 560 coiffures de l'armée allemande (ancienne collection de Charles Friesé), une grande collection de sabres, d’artisanat des tranchées, de chopes et de médailles, une partie consacrée à l'aviation et des uniformes.

## Le monument commémoratif russe

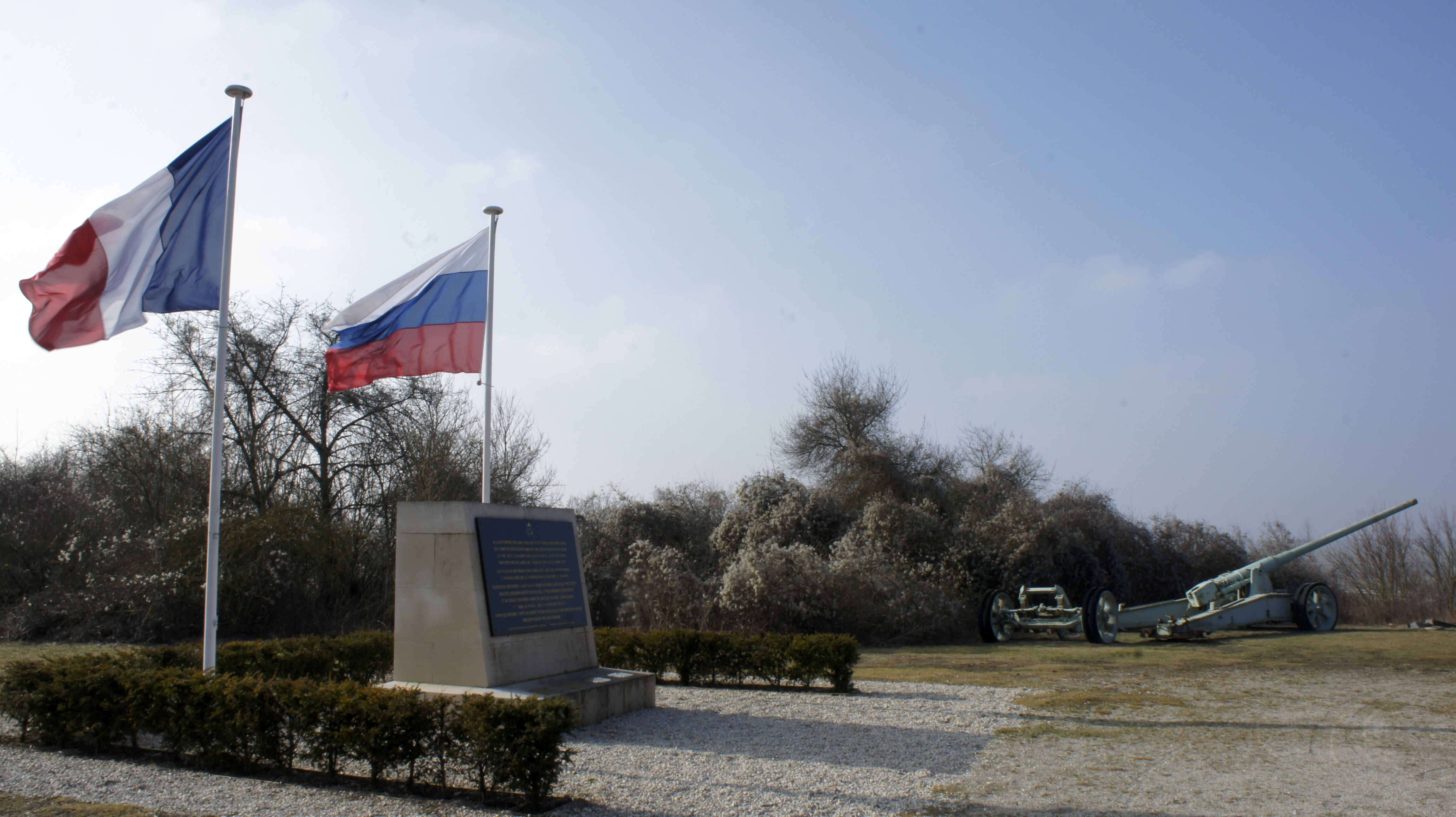
Le monument aux troupes russes.

Le 4 septembre 2010, dans le cadre de l’année croisée de la Russie en France et de la France en Russie, un nouveau monument a été inauguré au fort de la Pompelle. Ce monument commémoratif russe rappelle aux visiteurs qu’un corps expéditionnaire russe de 17 000 hommes a été envoyé par le tzar Nicolas II pendant la Première Guerre mondiale pour se battre aux côtés des soldats français au nom de l’alliance franco-russe.
À Reims, les Russes se seront battus pendant 9 mois, de juillet 1916 à mars 1917.
Réalisé par l’entreprise Léon Noël de Saint-Brice-Courcelles, le monument commémoratif russe a été cofinancé par l’ambassade de Russie de France, la Ville de Reims, le conseil régional Champagne-Ardenne, le conseil général de la Marne, l’Université d'État d'Orel (Russie) (jumelée avec l'Université de Reims-Champagne), l’Association du souvenir du corps expéditionnaire russe en France, l’Association des Amis du Musée du Passé militaire russe.

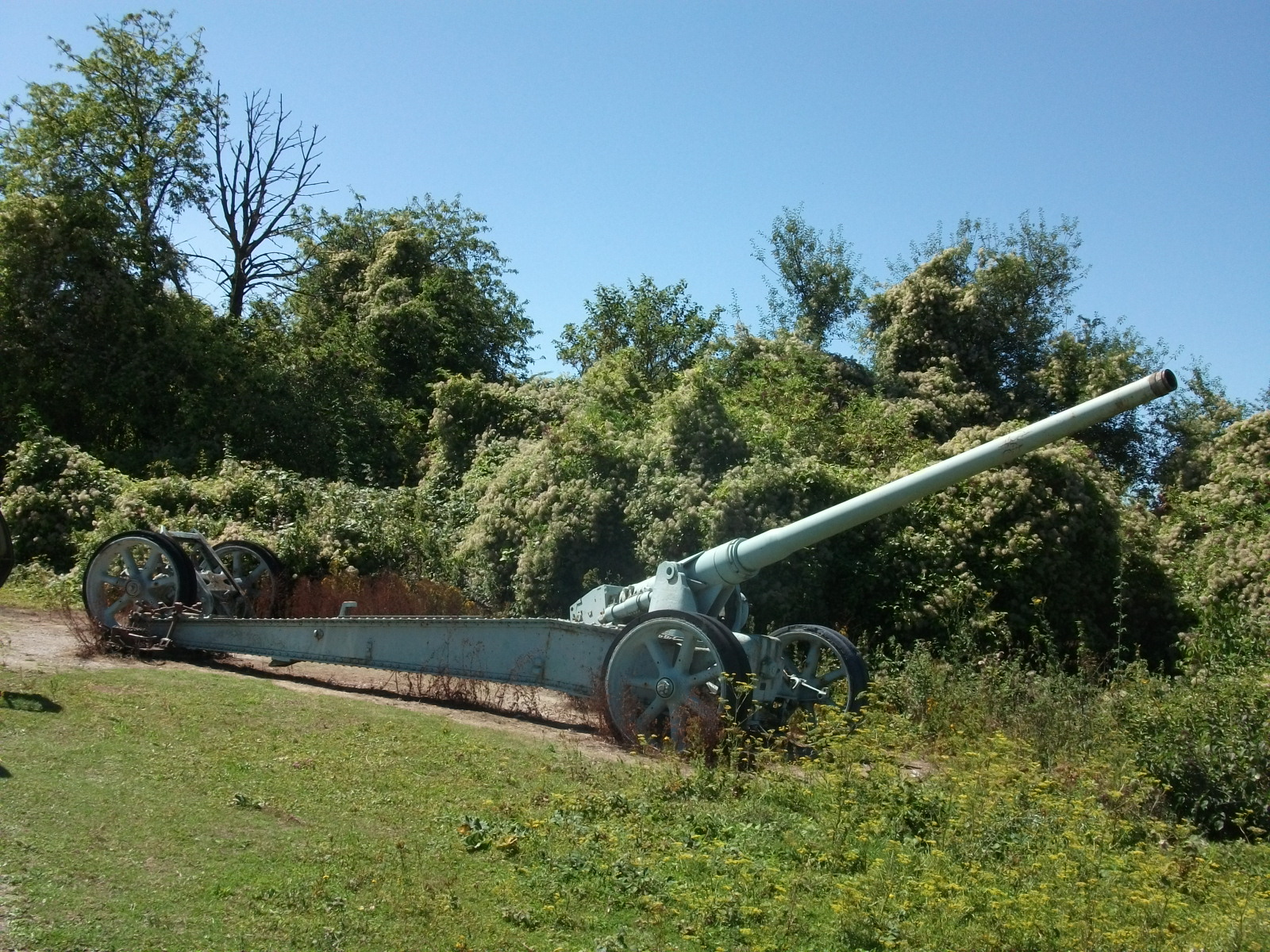
Canon de 155 mm GPF.
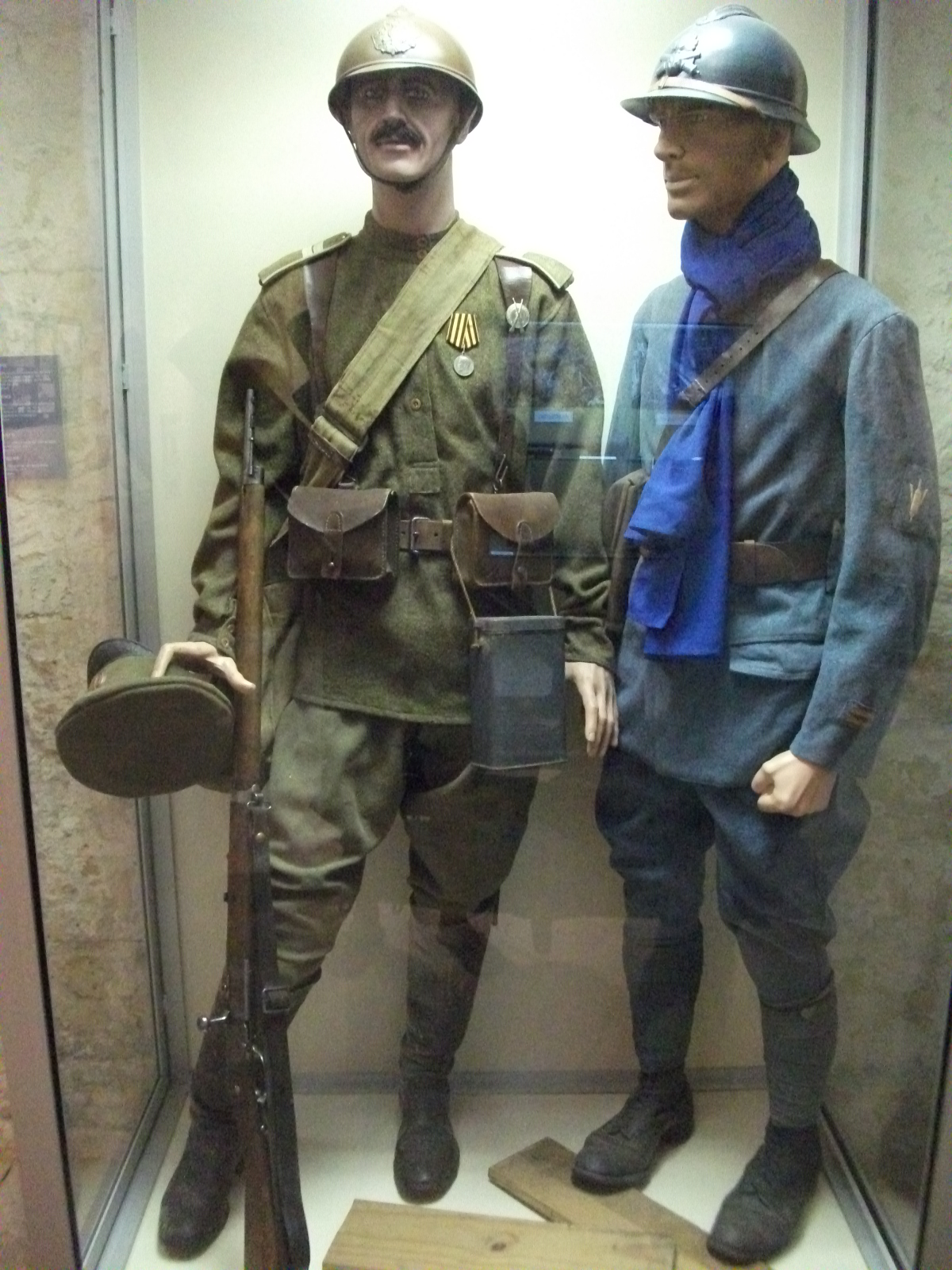
Lieutenant français d'artillerie et soldat russe, de droite à gauche.
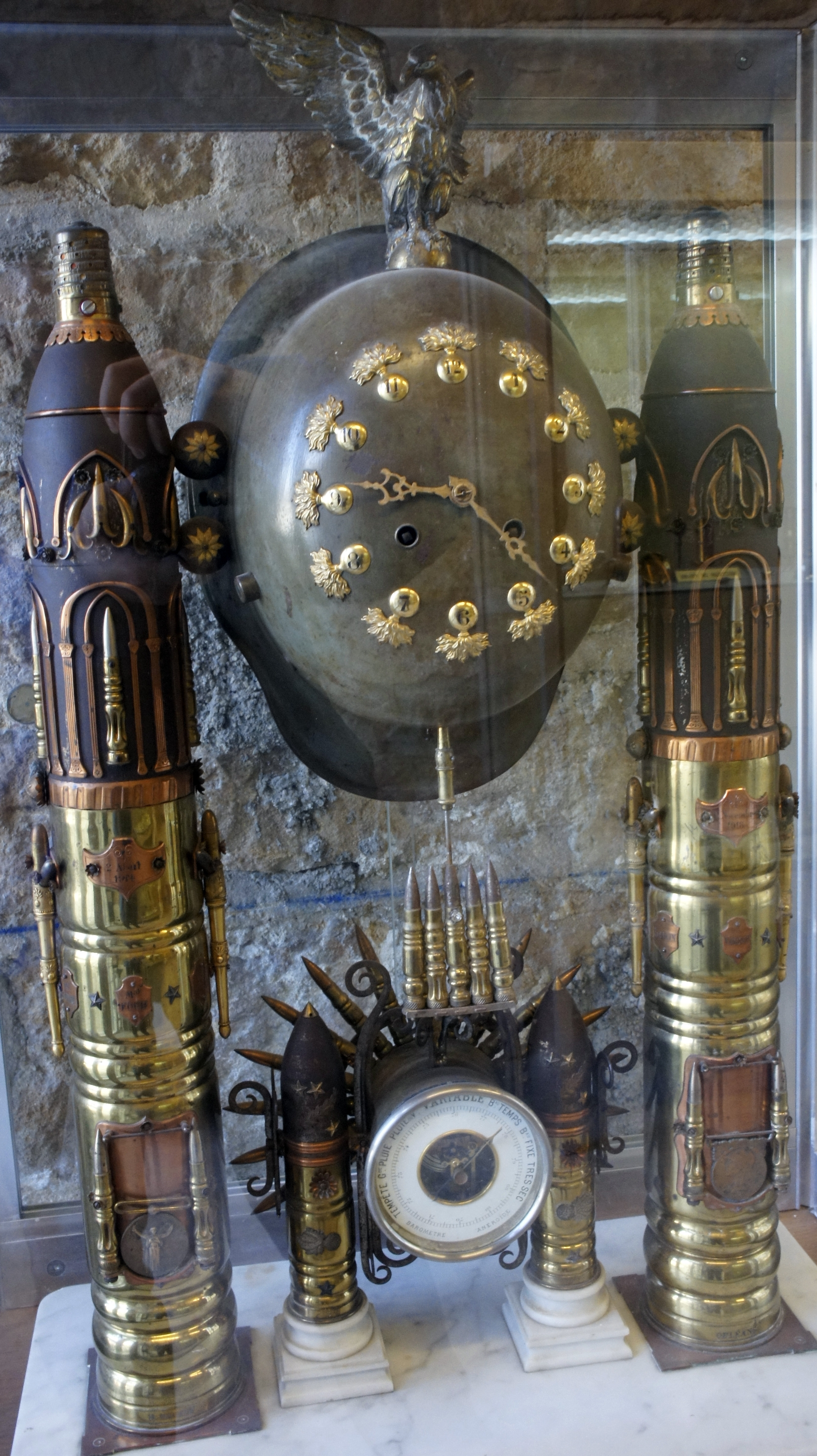
Horloge issue de l'artisanat des tranchées.
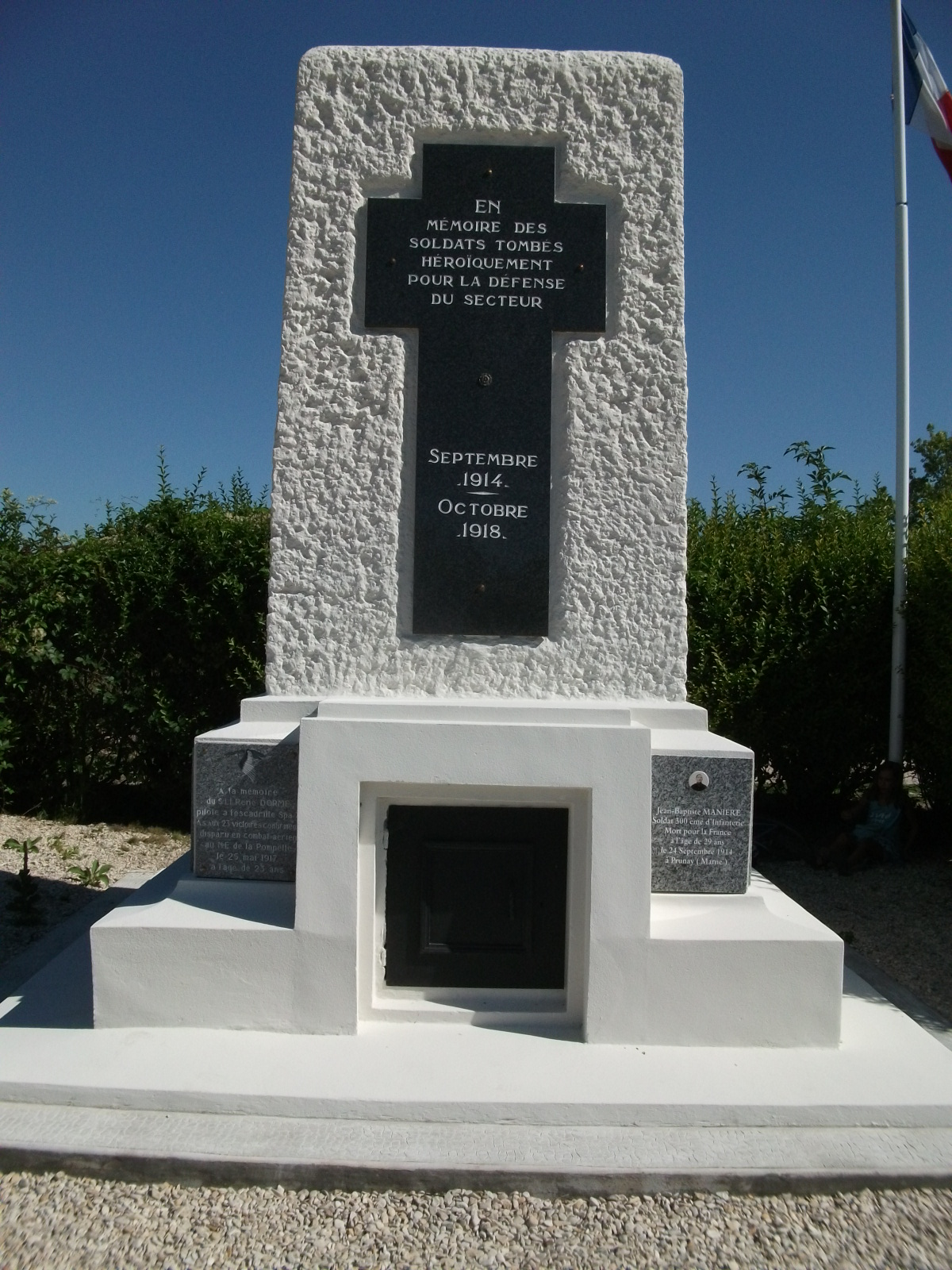
Ossuaire de 1923 du fort de la Pompelle.
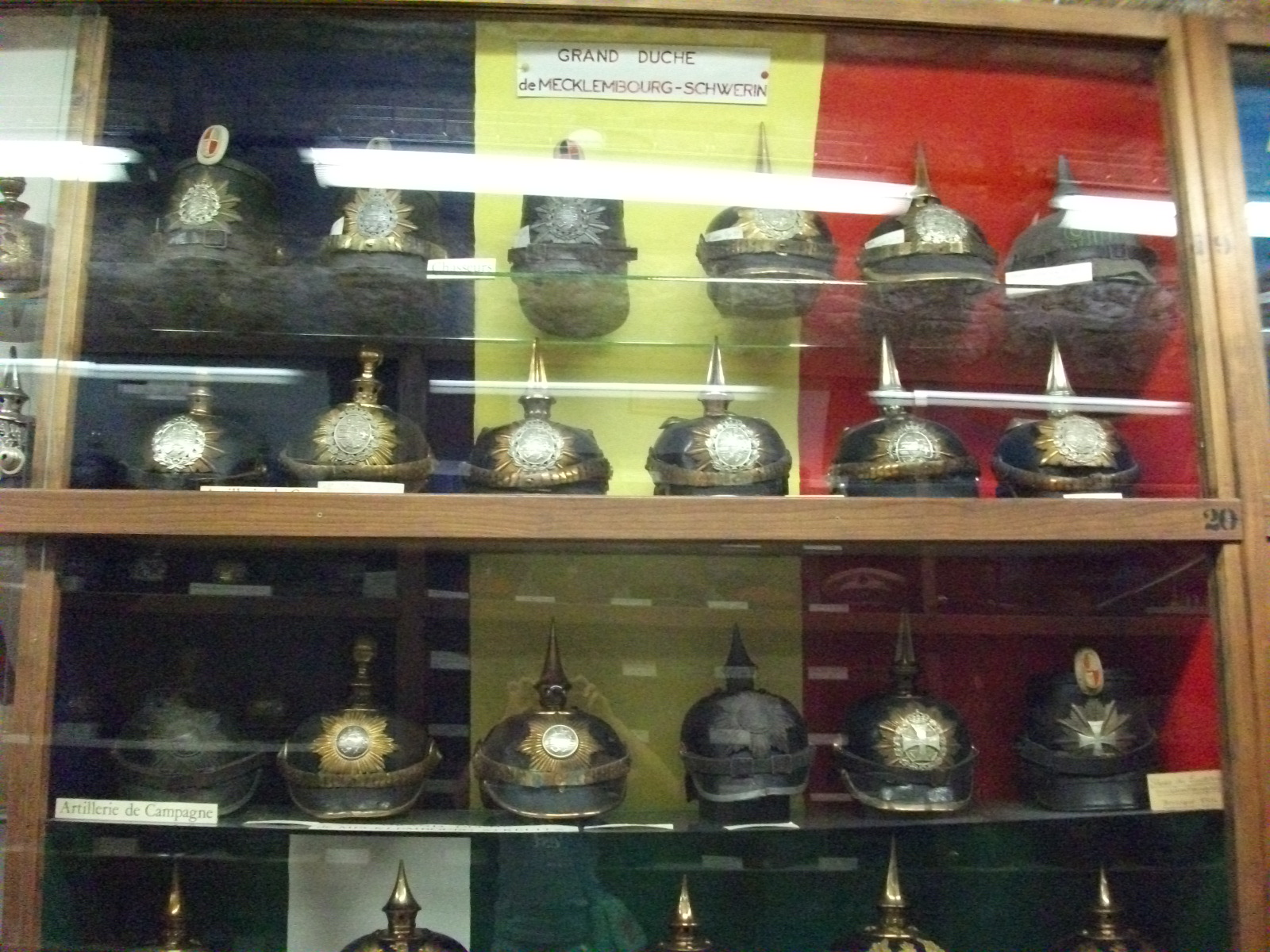
Collection des casques.
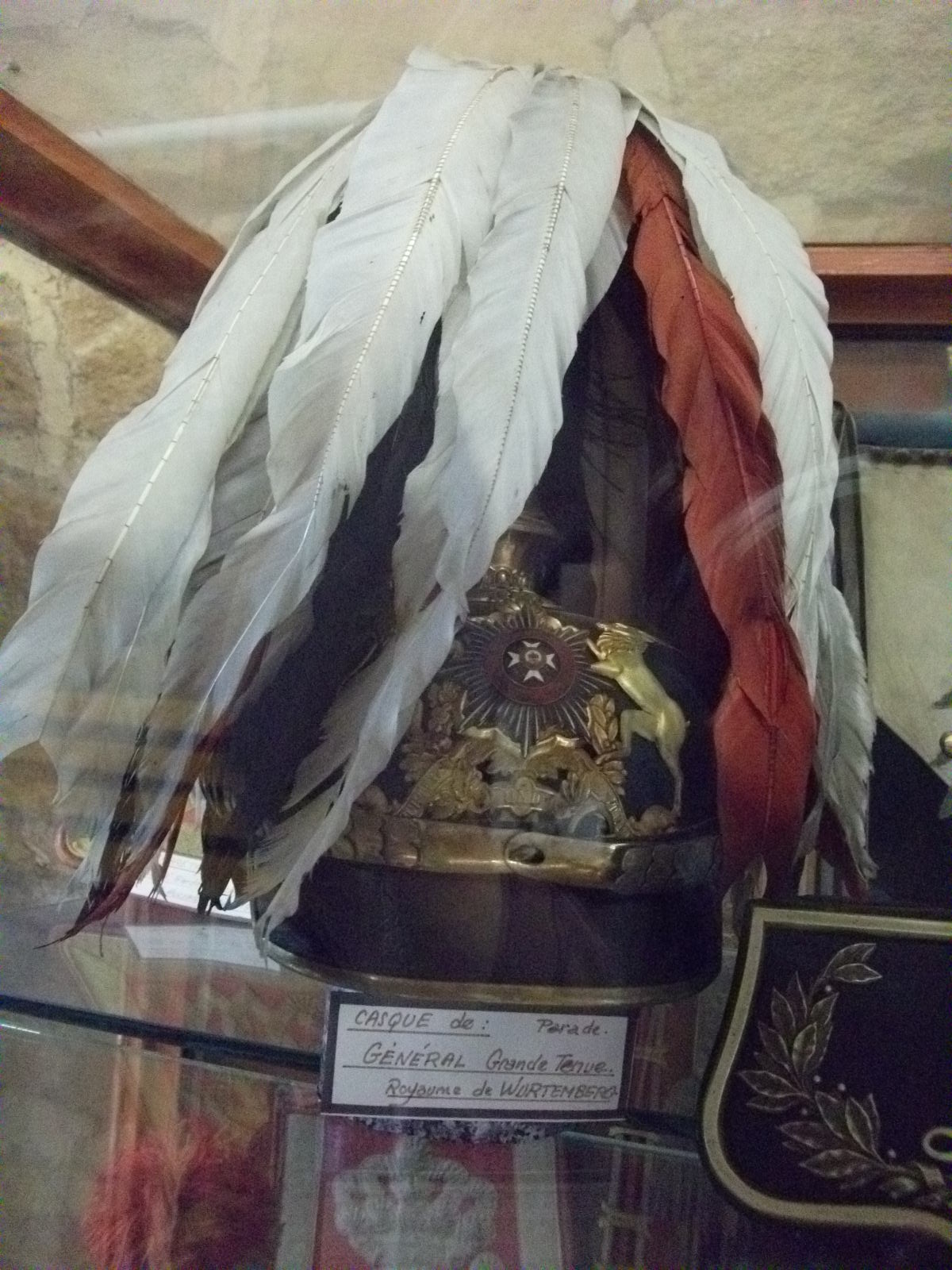
Casque de général du Wurtemberg.
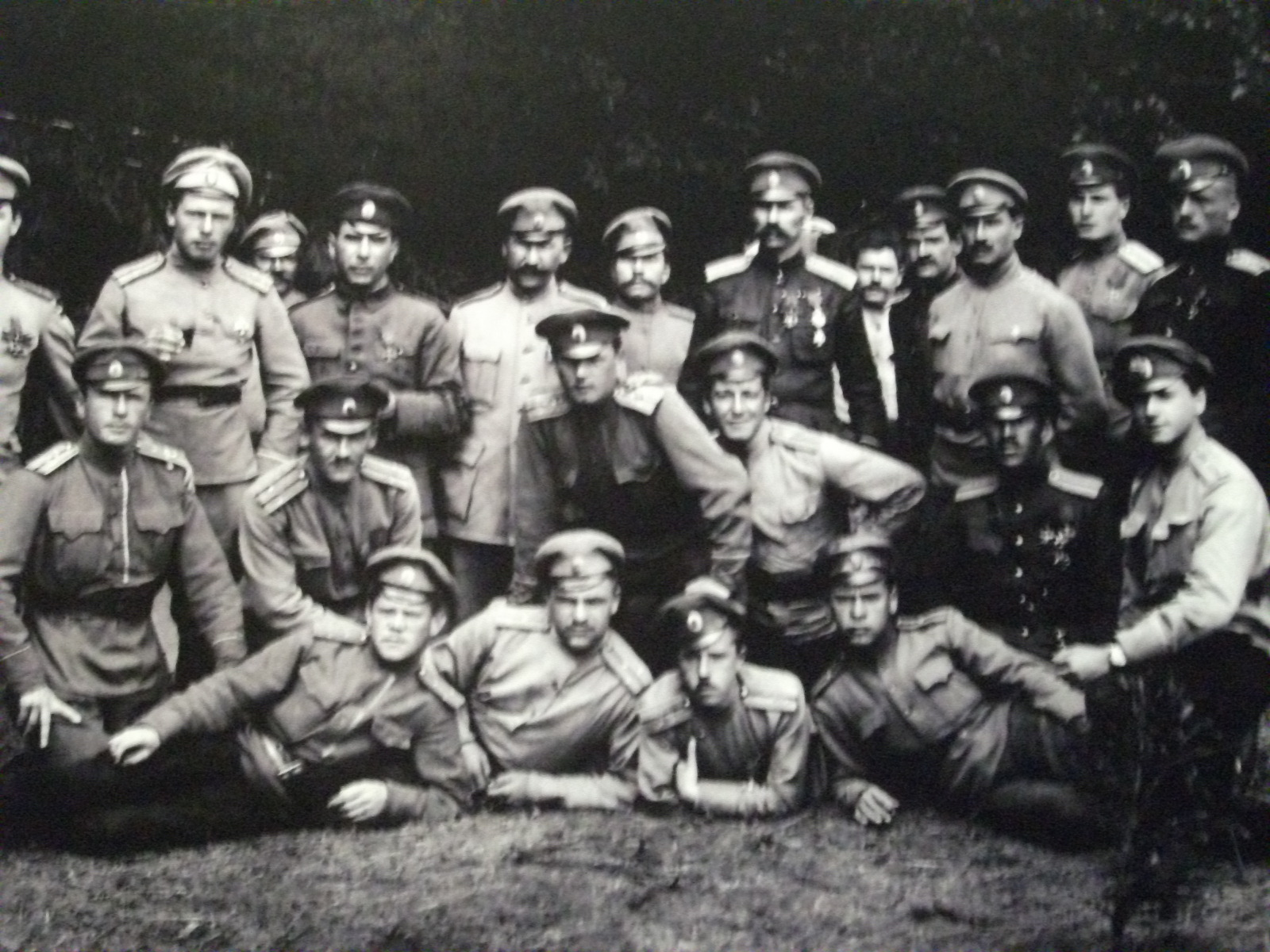
Troupes russes.
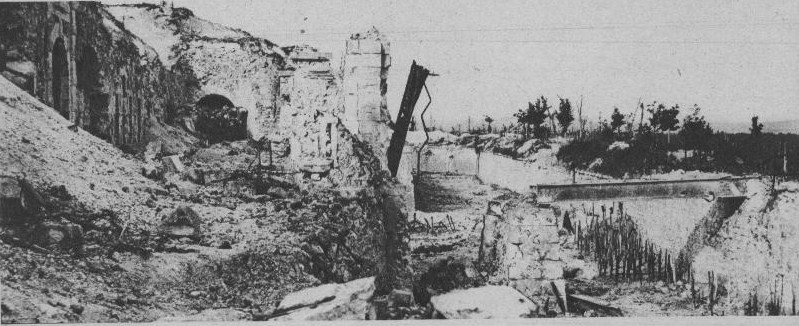
Dégât sur l'entrée, portail, pont fossé en juillet 1917.
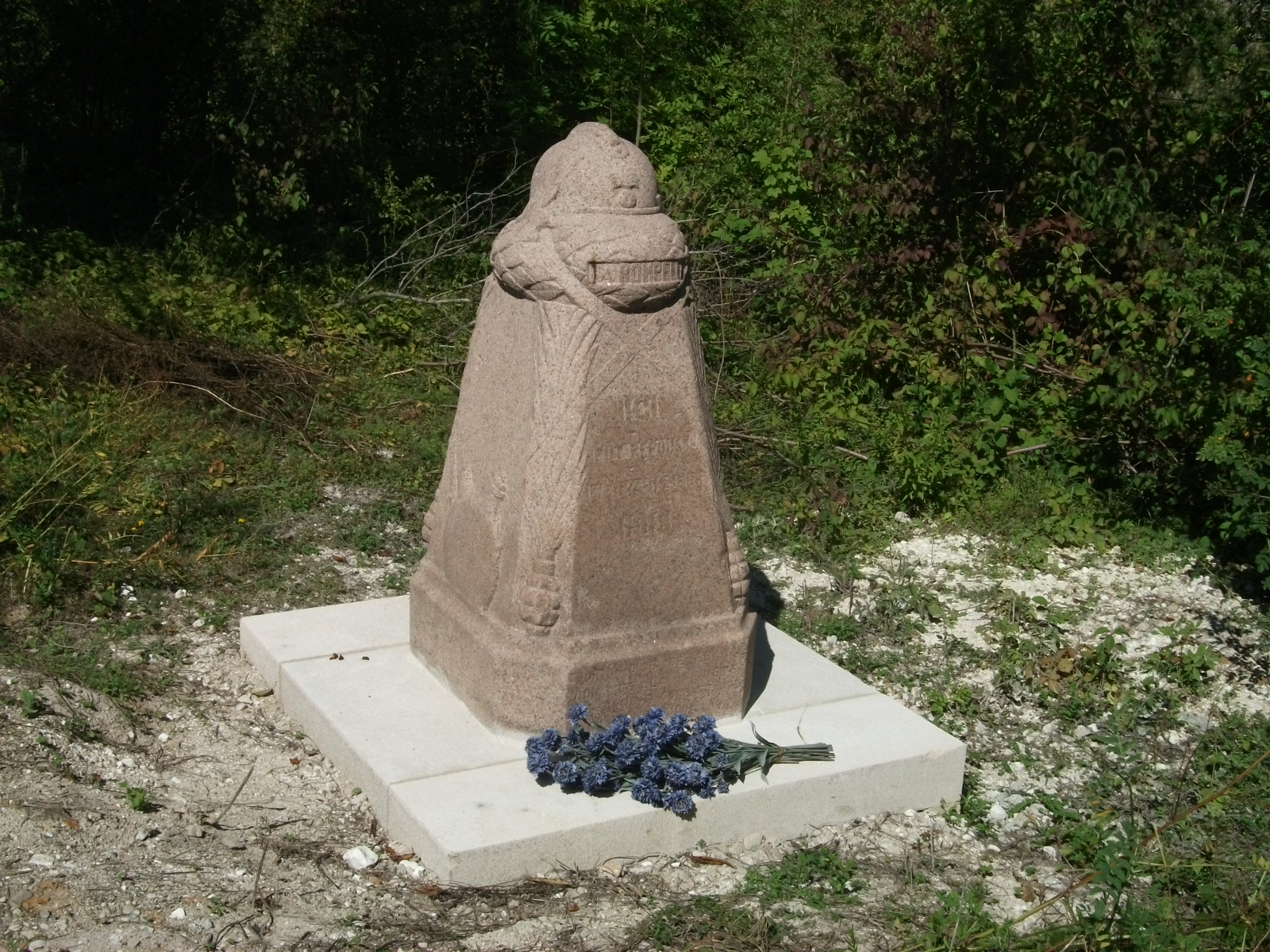
Borne Vauthier.
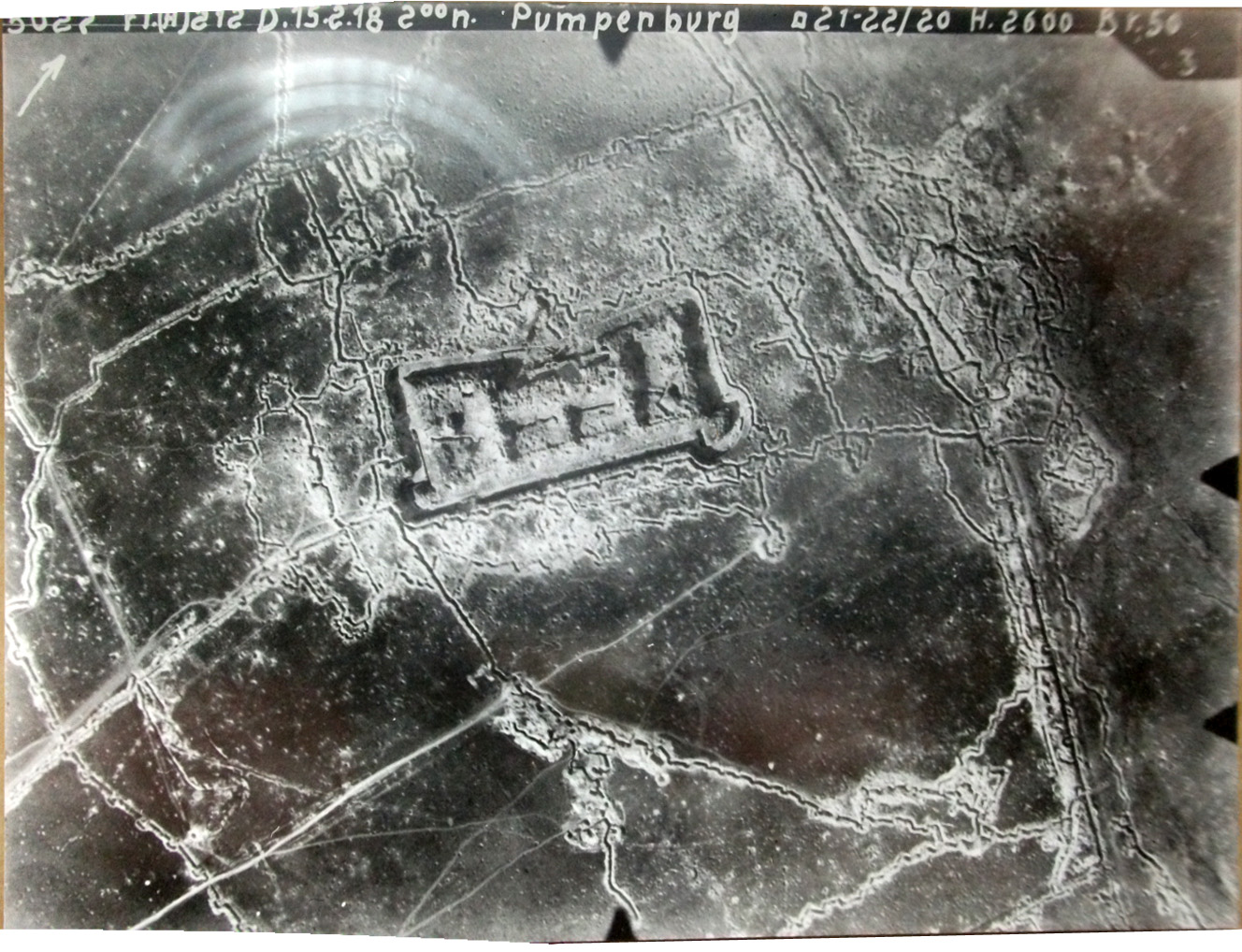
Vue aérienne de 1918.
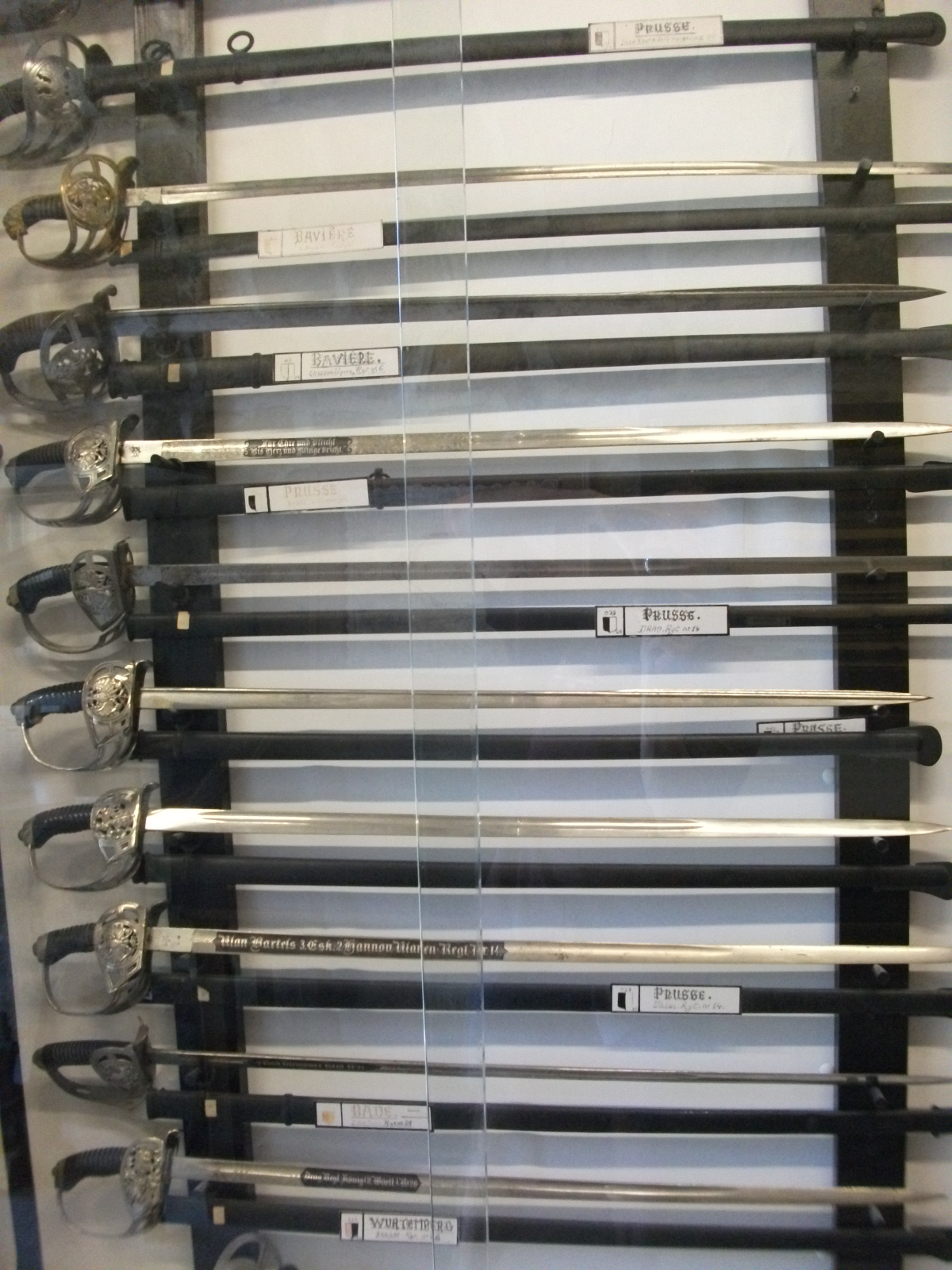
Collection de sabres.
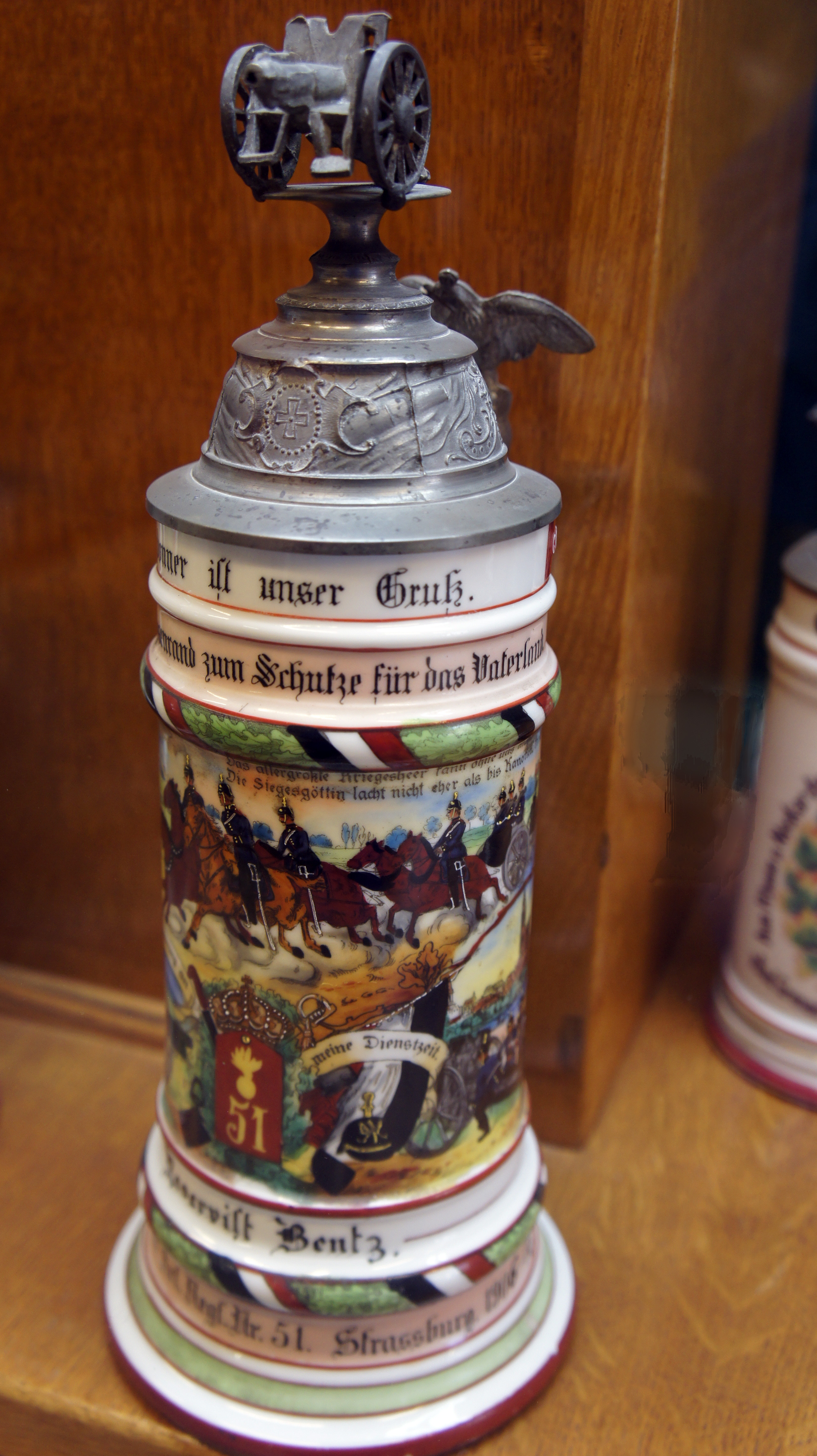
Chope.
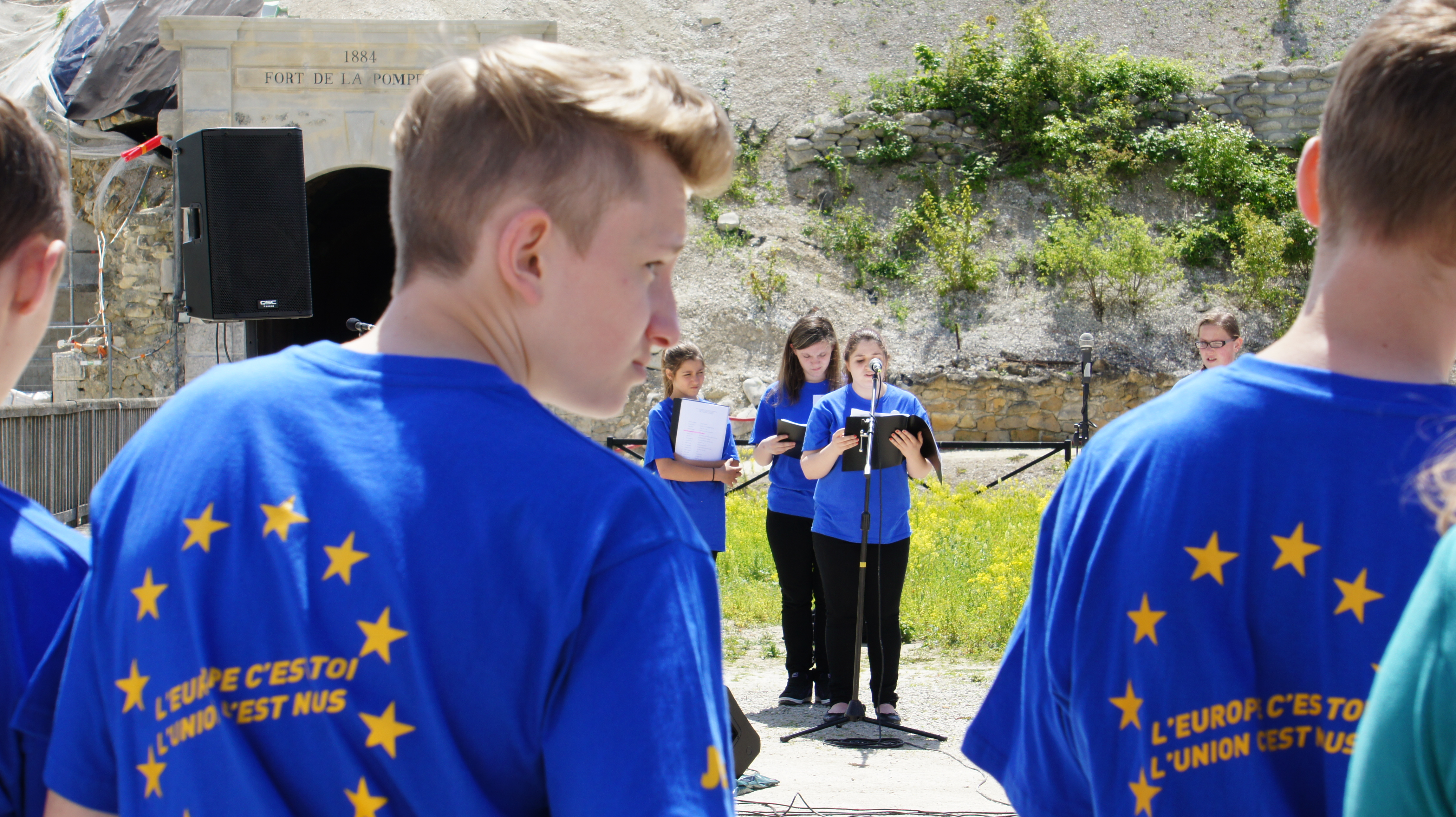
Commémoration des 50 ans de l'Entente franco-allemande.
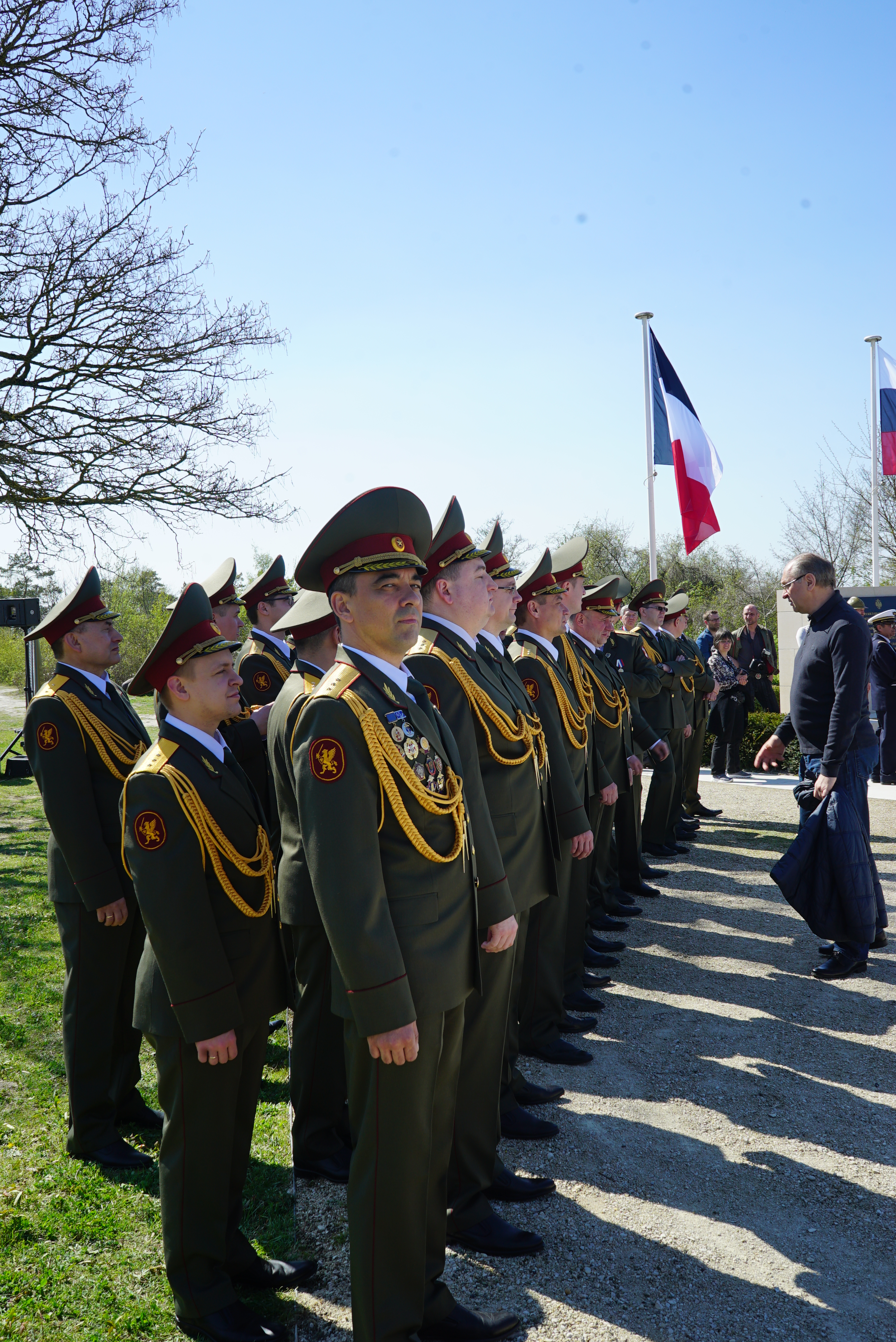
Chœurs de l'Armée rouge en 2017.